# Patrick Makau Musyoki
Patrick Makau Musyoki er en kenyansk løber født  2. marts 1985 i Manyanzwani. Han er den tidligere indehaver af den (uofficielle) verdensrekordholder på marathondistancen med tiden 02:03:38 som han satte ved Berlin Marathon 2011.